# Władysław Pawlina
Władysław Pawlina (ur. 7 stycznia 1911 w Ujściu Jezuickim, zm. 30 października 1995) – polski rolnik i polityk ruchu ludowego, poseł na Sejm PRL II kadencji.

## Życiorys
Syn Leona i Jadwigi, był bratem Piotra. Uzyskał wykształcenie średnie niepełne, z zawodu rolnik. W 1927 współorganizował koła młodzieży Centralnego Związku Młodzieży Wiejskiej, a następnie również Związku Młodzieży Wiejskiej RP „Wici”. W 1931 wstąpił do Stronnictwa Ludowego, w którym pełnił funkcję sekretarza (1936–1939), a kolejno prezesa Zarządu Powiatowego w Stopnicy i członka Zarządu Wojewódzkiego w Kielcach. W okresie okupacji niemieckiej został przewodniczącym Powiatowego Kierownictwa Ruchu Ludowego w Stopnicy, związał się z Batalionami Chłopskimi. Po 1945 objął funkcję prezesa Zarządu Powiatowego i członka Zarządu Wojewódzkiego Polskiego Stronnictwa Ludowego w Kielcach. Z ramienia PSL w 1947 kandydował do Sejmu Ustawodawczego. W 1948 wstąpił do reaktywowanego SL, a następnie do Zjednoczonego Stronnictwa Ludowego. W 1957 uzyskał mandat posła na Sejm PRL II kadencji z okręgu Oleśnica, w parlamencie pracował w Komisji Zdrowia i Kultury Fizycznej. W ramach działalności w ZSL obejmował funkcje prezesa Powiatowego Komitetu w Trzebnicy (1956–1960) oraz wiceprezesa Wojewódzkiego Komitetu we Wrocławiu (1957–1961). W latach 1961–1964 był kierownikiem Polskiego Komitetu Pomocy Społecznej we Wrocławiu.
Pochowany na Cmentarzu Grabiszyńskim we Wrocławiu (49/94/30).